# Tawatchai Kuammungkun
Tawatchai Kuammungkun (thailändisch ธวัชชัย คำมุงคุณ, * 3. Mai 1997 in Ubon Ratchathani) ist ein thailändischer Fußballspieler.

## Karriere

### Verein
Tawatchai Kuammungkun erlernte das Fußballspielen in der Schulmannschaft der Pathum Kongka School und in der Jugendmannschaft von Leicester City in England. 2017 kehrte er nach Thailand zurück und unterschrieb einen Vertrag beim Erstligisten BEC-Tero Sasana FC in Bangkok. Hier absolvierte er bis Mitte 2018 elf Spiele. Am 1. Juni 2018 wechselte er zum Ligakonkurrenten Chiangrai United. Für den Verein aus Chiangrai spielte er sechsmal in der ersten Liga. 2021 spielte er kurzzeitig für den Drittligisten Chiangrai City FC. Der Verein spielte in der Northern Region der Liga. Zur Rückrunde 2021/22 schloss er sich dem Zweitligisten Customs Ladkrabang United FC an. Für die Customs bestritt er sechs Ligaspiele. Nach der Saison wurde sein Vertrag nicht verlängert. Von Juni 2022 bis Jahresende 2022 war er vertrags- und vereinslos. Im Januar 2023 verpflichtete ihn der Zweitligist Chainat Hornbill FC. Für den Verein aus Chainat bestritt er in der Rückrunde fünf Ligaspiele. Nach der Saison wurde sein Vertrag im Sommer 2023 nicht verlängert. Zu Beginn der Saison 2023/24 unterschrieb er im Sommer 2023 einen Vertrag beim Drittligisten Chainat United FC. Mit dem Verein spielte er siebenmal in der Western Region der Liga. Nach der Hinserie wurde sein Vertrag nicht verlängert. Im Januar 2024 nahm ihn der in der vierten Liga spielende Look E San FC unter Vertrag.

### Nationalmannschaft
Von 2017 bis 2018 spielte Tawatchai Kuammungkun dreimal in der thailändischen U-21-Nationalmannschaft. 2017 absolvierte er ein Spiel in der thailändischen U-23-Nationalmannschaft.

## Erfolge

### Verein
Chaingrai United
- Thailändischer Pokalsieger: 2018
- Thailändischer Ligapokalsieger: 2018
- Thailändischer Meister: 2019